# Powstanie i rozwój Bałtyku

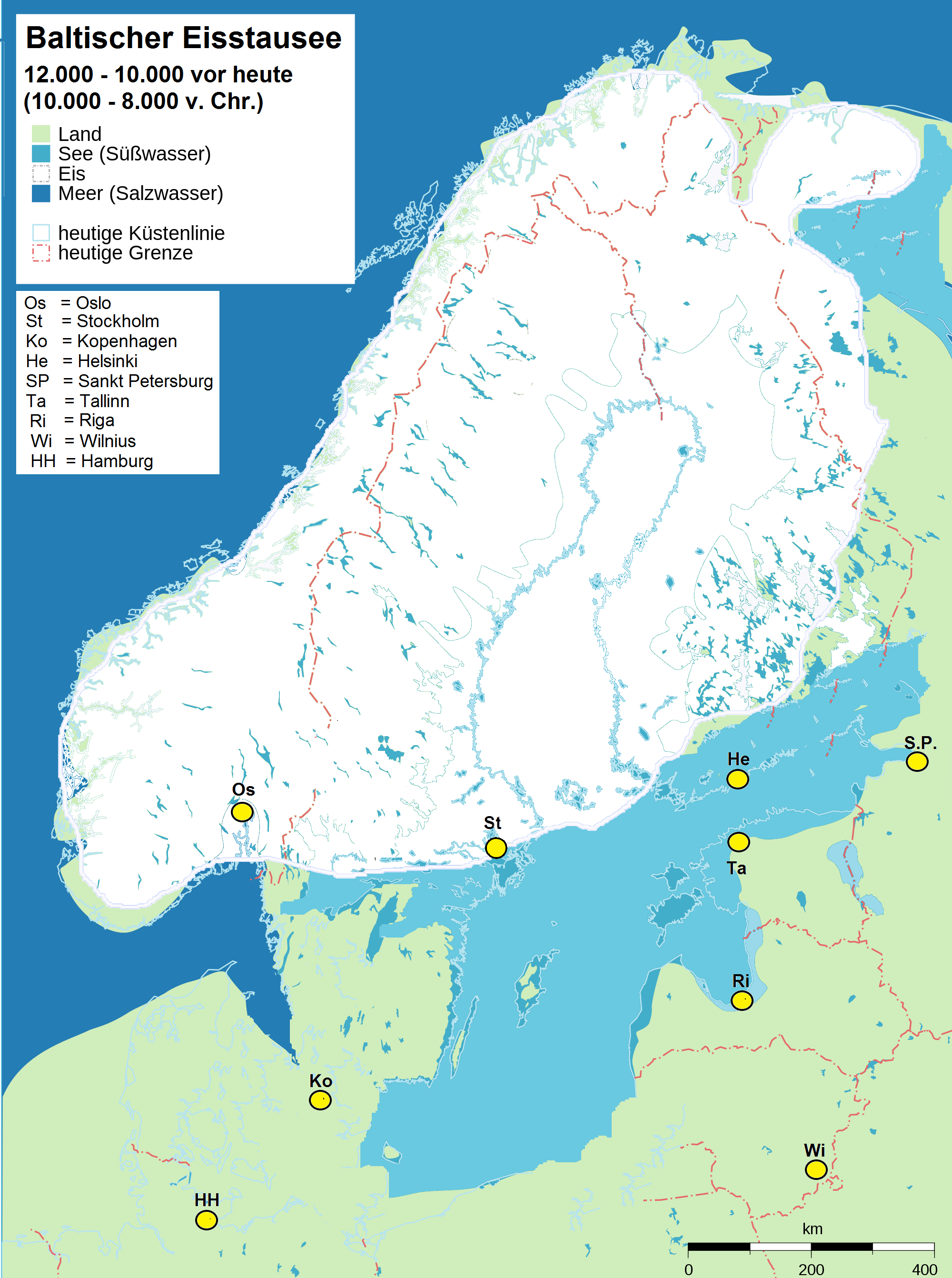
Bałtyckie Jezioro Lodowe 10 000 lat p.n.e.

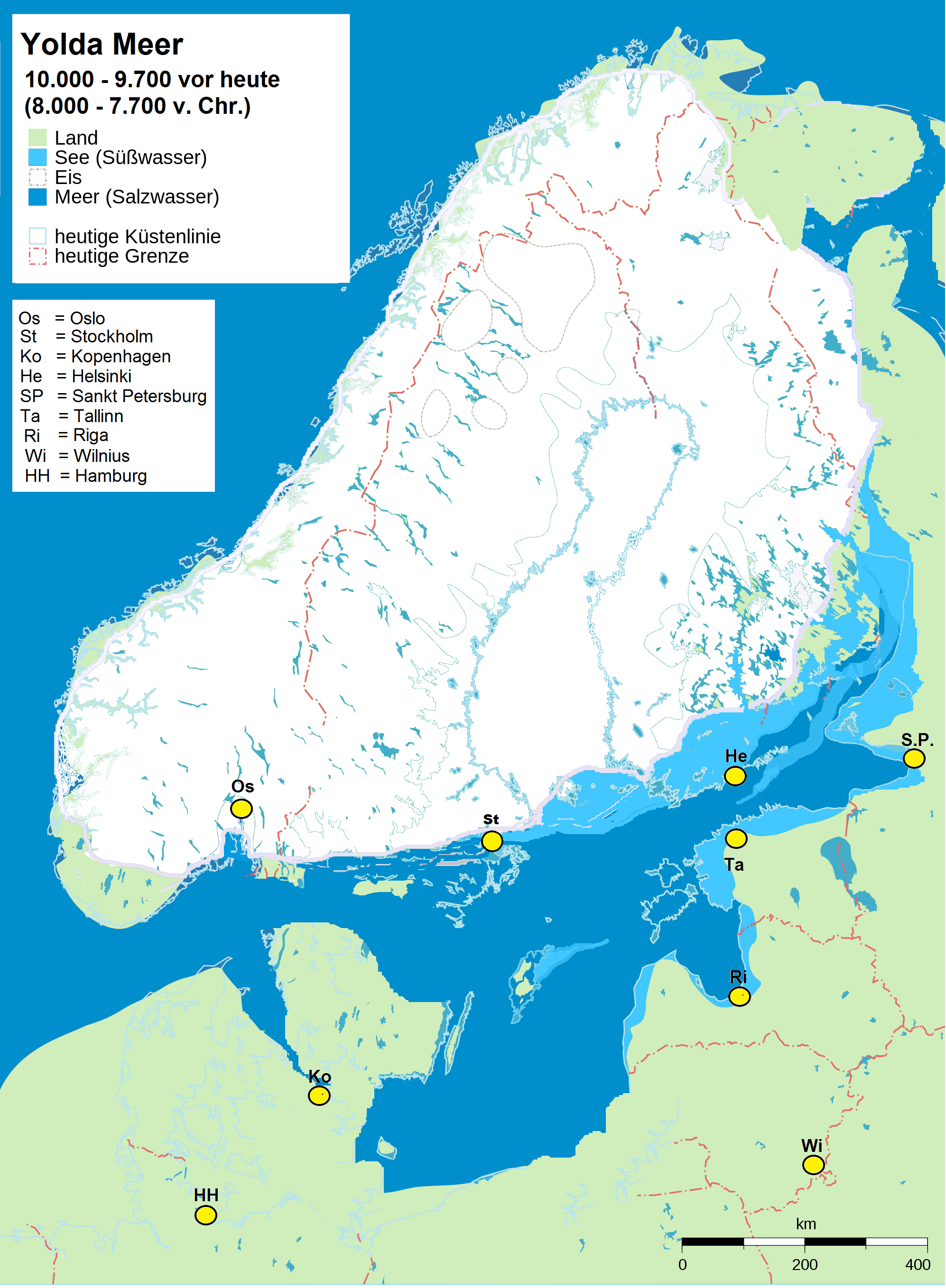
Morze Yoldiowe

Jezioro Ancylusowe

Morze Litorynowe 5500–5000 lat p.n.e.

Powstanie i rozwój Bałtyku były uwarunkowane zmianami klimatycznymi w okresie czwartorzędu, które ukształtowały nieckę dzisiejszego morza i wypełniły ją wodami pochodzącymi z topnienia lądolodu skandynawskiego, oraz pionowymi ruchami skorupy ziemskiej. Bałtyk jest młodym morzem, istniejącym od zaledwie około 14 tysięcy lat.

## Obszar Bałtyku przed czwartorzędem
Morze Bałtyckie jest morzem śródlądowym, w zdecydowanej większości leży na obszarze prekambryjskiej platformy wschodnioeuropejskiej, tylko w najbardziej zachodniej części pokrywa fragment platformy zachodnioeuropejskiej. W starszym kenozoiku obszar tarczy bałtyckiej został podniesiony tektonicznie, co spowodowało nasilenie odpływu wód powierzchniowych w kierunku nowo otwartego Oceanu Atlantyckiego. Osady delty rzecznej odłożone w okresie od 25 milionów do 1 miliona lat temu na obszarze od północnej Polski poprzez północne Niemcy, Holandię aż do Morza Północnego świadczą o długotrwałym istnieniu potężnego systemu rzecznego odwadniającego Fennoskandię. Ocenia się, że rzeka Eridan miała ponad 2500 km długości i płynęła od Zatoki Botnickiej, równolegle do dzisiejszego wybrzeża Szwecji, i dalej na zachód, przecinając nasadę dzisiejszego Półwyspu Jutlandzkiego. W plejstocenie doliny Eridanu i jego dopływów zostały wykorzystane przez lodowce spływające ze Skandynawii, które w większości zniszczyły pierwotną rzeźbę, kształtując współczesne dno Bałtyku.

## Wcześniejsze morza
Ciężar lądolodu spowodował znaczne obniżenie terenu wskutek zjawiska izostazji. Pomiędzy czwartorzędowymi zlodowaceniami występowały okresy interglacjalne, w których wody z topniejącego lądolodu wypełniały odsłonięte zagłębienia. W szczególności przed ostatnim zlodowaceniem, w interglacjale eemskim (130–115 tysięcy lat temu), obszar zbliżony do dzisiejszego Bałtyku pokrywało morze eemskie. Miało ono większy zasięg niż Bałtyk i łączyło się z Morzem Białym przez obszar dzisiejszych jezior Ładoga i Onega. Podobnie w dużo wcześniejszym interglacjale mazowieckim (holsztyńskim) nieckę Bałtyku wypełniało morze holsztyńskie.

## Bałtyckie Jezioro Lodowe
Morze Bałtyckie narodziło się 13–14 tysięcy lat temu, pod koniec późnego plejstocenu, wskutek stopienia lądolodu zlodowacenia Wisły. Ustępujący lądolód tworzył jeziora proglacjalne w obniżeniach terenu, które stopniowo połączyły się w rozległe, słodkowodne Bałtyckie Jezioro Lodowe. W początkowych etapach jego istnienia wody mogły odpływać do Atlantyku poprzez wodospad na obszarze dzisiejszej cieśniny Sund (Öresund), ale izostatyczne podnoszenie terenu spowodowało ustanie odpływu wód i jezioro rozrosło się ku południowi. 11 600 lat temu lodowce odsłoniły nizinny obszar na północ od jezior Wener i Wetter, umożliwiając wypływ wód i powodując spadek lustra wody o ok. 25 m w ciągu kilku lat. Na obszarze dzisiejszej Polski linia brzegowa odsunęła się o 30–40 km na północ.

## Morze Yoldiowe
Połączenie z Atlantykiem spowodowało napływ słonej wody, zmieniając jezioro w morze. Sprzyjał temu eustatyczny wzrost poziomu oceanu światowego, związany z holoceńską deglacjacją. Nazwa Morza Yoldiowego, podobnie jak późniejszych faz, wywodzi się od skamieniałości przewodniej: małża Yoldia arctica. Początkowo miało ono dobre połączenie z oceanem. Duże obszary dzisiejszej Szwecji i Finlandii leżały wówczas jeszcze poniżej poziomu morza, więc było ono rozleglejsze w północnej części niż dzisiejszy Bałtyk. Podnoszenie się terenu wypłycało jednak te obszary i pogarszało połączenie z oceanem, przez co zasolenie malało.

## Jezioro Ancylusowe
Odcięcie połączenia z oceanem spowodowało wysłodzenie Bałtyku, wciąż zasilanego przez wody roztopowe z pokrywy lodowej Skandynawii. Faza trwająca od około 10 700 do 9800 lat temu nosiła nazwę Jeziora Ancylusowego (od słodkowodnego ślimaka przytulika strumieniowego, Ancylus fluviatilis). Tempo podnoszenia obszaru odsłoniętego spod pokrywy lodowej na północy wzrosło i jezioro na północ od współczesnej cieśniny Kvarken Południowy kurczyło się, a na południe od niej rozrastało. Transgresja trwała około 500 lat; zakończyło ją przerwanie lądu w rejonie Cieśnin Duńskich, gdzie powstał złożony system rzeczny. Poziom wody Jeziora
Ancylusowego spadł początkowo o 5 m; późniejsze wyrównanie poziomu wody w cieśninie Kattegat z jeziorem spowodowało napływ wód morskich i koniec tej fazy.

## Morze Litorynowe
Morze Litorynowe, nazwane od pobrzeżki pospolitej (Littorina littorea), miało dobre połączenie z oceanem. Przez pierwsze 3000 lat historii wzrost poziomu oceanu zapewniał dopływ słonej wody, podczas gdy lądolód skandynawski ostatecznie stopniał. W południowej części trwała transgresja morza, zaś w północnej dominowało podnoszenie lądu. Około 6000–5000 lat temu ustał wzrost poziomu morza i napływ słonej wody zaczął maleć.

## Morze Mya
Współcześnie Morze Bałtyckie jest morzem o niskim zasoleniu, o ograniczonej wymianie wód z oceanem. W północnej części trwa intensywne izostatyczne podnoszenie lądu (do 9 mm/rok), podczas gdy w południowej ląd powoli się obniża (do 2 mm/rok). Ta faza nosi nazwę Morza Mya, od małża zwanego małgiew piaskołaz (Mya arenaria); używana jest także nazwa Morze Limnea (od ślimaka błotniarki jajowatej Radix balthica, dawniej Lymnaea ovata).